# オーユーシステム
株式会社オーユーシステム（ousystem）は岡山県岡山市北区に本社を置く、情報処理業を主業務とするシステム会社。

## 概要
ERPを中心とする業務・業種システム開発をメインに行っている。主力はスーパーカクテルシリーズ（株式会社内田洋行）、自社開発商品の運送向けソフト車楽、食品品質管理の食Qualityがある。そのほか、蛍光管のCCFLやPC関連商品などを取り扱っている。

## 主な事業
- スーパーカクテル
- 食Quality
- 車楽
- たのめーる代理店

### 事業内容
- ERPソリューションサービス
- ネットワーク設計・構築サービス
- WEBシステム構築サービス
- 携帯・モバイルソリューション開発
- 業種パッケージソフトウェア開発販売
- グループウェア構築サービス
- システムの運用支援保守サービス
- セキュリティマネージメントサービス

## 販売実績
- ERPを中心とする業務・業種システム
- 製造業ソリューション
- 卸売業ソリューション
- 小売業ソリューション
- 物流ソリューション
- 建設業ソリューション
- 会計・人事ソリューション

## 主要仕入先
- 株式会社内田洋行
- 富士通株式会社
- 株式会社オービックビジネスコンサルタント
- ソフトバンクコマース&サービス株式会社
- ダイワボウ情報システム株式会社